# Braize (rivière)
Pour les articles homonymes, voir Braize (homonymie).
La Braize est une rivière française de Normandie, affluent de la Sée en rive droite, dans le département de la Manche.

## Géographie
La Braize prend sa source en limite des communes du Luot et de Sainte-Pience et prend la direction du nord-ouest puis de l'ouest. À mi-parcours, son cours s'oriente au sud. Il se joint aux eaux de la Sée entre Saint-Jean-de-la-Haize et Marcey-les-Grèves, juste avant l'estuaire du fleuve côtier, après un parcours de 16,3 km au nord-ouest de l'Avranchin.

### Communes traversées
Dans le seul département de la Manche, la Braize traverse les huit communes suivantes de La Mouche, Marcey-les-Grèves, Sainte-Pience, Les Chambres, Le Luot, Subligny, Saint-Jean-de-la-Haize, Lolif.

### Bassin et affluents
D'une superficie de 35 km2, le bassin versant de la Braize avoisine à l'ouest celui du Vergon (autre affluent de la Sée), au nord-ouest celui de la Lerre, au nord du Thar, au nord-est de la Sienne et le bassin du ruisseau de la Guérinette (autre affluent de la Sée) à l'est. Le confluent est au sud du bassin.
L'étroitesse de ce bassin et la brièveté du cours de la Braize expliquent la faible importance de la dizaine d'affluents uniformément répartis.